# Hate Songs for Mezzo-Soprano and Orchestra
Hate Songs for Mezzo-Soprano and Orchestra (deutsch: „Hasslieder für Mezzosopran und Orchester“) ist ein Opernliedzyklus für Mezzosopran und Orchester des norwegischen Komponisten Marcus Paus, der auf Gedichten der US-amerikanischen Dichterin Dorothy Parker basiert. Das Werk wurde 2014 veröffentlicht und war Teil des  Albums Portraying Passion: Works by Weill/Paus/Ives (2018) von Tora Augestad und den Osloer Philharmonikern mit Werken von Paus, Kurt Weill und Charles Ives. Das Album wurde mit dem Spellemannprisen (2018) ausgezeichnet.
Es basiert auf dem Gedicht Women: A Hate Song, das 1916 von Parker in Vanity Fair veröffentlicht wurde, und weitere Gedichten, die als „a photo-book of New York with the female caricatures that Parker abhorred or despised, notably idle bourgeois ladies, who were the object of patriarchal worship as angelic domestic creatures“ bezeichnet wurde.
Der Musikwissenschaftler Ralph P. Locke schrieb, dass Paus’ Hate Songs „eines der interessantesten Werke“ der letzten Jahre gewesen seien; „der Zyklus drückt Parkers Lieblingsthema aus: Wie schrecklich Menschen sind, besonders Männer.“ Locke hob Tora Augestads Aufnahme von Hate Songs als eines der „besten Werke für Opern- und Vokalmusik“ des Jahres 2018–2019 hervor.
Albrecht Thiemann, Redakteur der Zeitschrift Opernwelt, nannte das Werk „ein Coup, der immenses Hörvergnügen bereitet. Paus erinnert mit diesem Werk an eine in Europa kaum bekannte Frau, die mit spitzem Sarkasmus die Rollenbilder und sozialen Konventionen ihrer Zeit attackierte: die New Yorker Literatin und Kritikerin Dorothy Parker (1893–1967). Zu ihren besten Arbeiten zählt eine Serie von lyrisch rhapsodierender, ätzend komischer Schimpfprosa, in der sie mit persönlichen Hassobjekten aller Art abrechnet. Zum Beispiel jenem polymorph narzisstischen Typus ‘Mann’, der ihr im metropolitanen Alltag des gerade angebrochenen 20. Jahrhundert begegnete. Stimme und Orchester nehmen den zwischen feiner Ironie, rotrigem Trotz und Höllengelächter oszillierenden Duktus dieses kaleidoskopischen Psychogramms aus dem Jahr 1917 kongenial auf Filmmusik und (Bernstein-)Musical, Wagner, Mahler und die Romantik, auch Singspiel und Minimalism, Jazz, Rock und Vaudeville sind hier virtuous verblendet. Ein bestechend instrumentiertes, geistsprühendes Opus.“

## Diskografie
- Tora Augestad/Philharmonisches Orchester Oslo: Portraying Passion: Works by Weill/Paus/Ives (LAWO Classics, 2018)